# Фурлани
Фурлани или Фријули су етнолингвистичка мањина која живи у Италији и широм света. Око 600 хиљада њих живе у провинцији Фурланија и у деловима Горице и Венеције. Њихов језик, фурлански, је рето-романски језик који је одвојен од осталих језика у Италији. То је други највећи мањински језик у Италији после сардинског. Генетски, Фријули су више повезани са народима који живе у Аустрији и Словенији него у Италији, стварајући генетски изолат. По вероисповести су углавном католици.